# Campionato mondiale maschile di hockey su pista Porto 1952
Il Campionato mondiale di hockey su pista 1952 (in inglese 1952 Roller Hockey World Cup) è stata l'ottava edizione della massima competizione per le rappresentative di hockey su pista maschili maggiori e fu organizzata dalla Fédération Internationale de Roller Sports. La competizione si svolse dal 28 giugno al 6 luglio 1952 a Porto in Portogallo. 
La vittoria finale è andata alla nazionale del Portogallo che si è aggiudicata il torneo per la quinta volta nella sua storia.
Il torneo fu valido anche come 18ª edizione del campionato europeo.

## Formula
Il campionato del mondo 1952 vide la partecipazione di dieci squadre nazionali. La manifestazione fu organizzata tramite un girone all'italiana con gare di sola andata; erano assegnati due punti per l'incontro vinto, un punto a testa per l'incontro pareggiato e zero la sconfitta. Al termine del torneo la squadra prima classificata venne proclamata campione del Mondo.

## Squadre partecipanti
| Squadra     | Part. Nº | Partecipazioni precedenti al torneo      |
| ----------- | -------- | ---------------------------------------- |
| Belgio      | 8        | 1936, 1939, 1947, 1948, 1949, 1950, 1951 |
| Danimarca   | 2        | 1951                                     |
| Egitto      | 3        | 1948, 1950                               |
| Francia     | 8        | 1936, 1939, 1947, 1948, 1949, 1950, 1951 |
| Inghilterra | 8        | 1936, 1939, 1947, 1948, 1949, 1950, 1951 |
| Italia      | 8        | 1936, 1939, 1947, 1948, 1949, 1950, 1951 |
| Paesi Bassi | 5        | 1948, 1949, 1950, 1951                   |
| Portogallo  | 8        | 1936, 1939, 1947, 1948, 1949, 1950, 1951 |
| Spagna      | 6        | 1947, 1948, 1949, 1950, 1951             |
| Svizzera    | 8        | 1936, 1939, 1947, 1948, 1949, 1950, 1951 |

Nota bene: nella sezione "partecipazioni precedenti al torneo" le date in grassetto indicano la squadra che ha vinto quell'edizione del torneo

## Svolgimento del torneo

### Classifica finale
| Pos | Squadra     | Pt | G | V | N | P | GF | GS | DG  |
| --- | ----------- | -- | - | - | - | - | -- | -- | --- |
| 1.  | Portogallo  | 16 | 9 | 8 | 0 | 1 | 67 | 7  | +60 |
| 2.  | Italia      | 16 | 9 | 8 | 0 | 1 | 44 | 13 | +31 |
| 3.  | Spagna      | 13 | 9 | 6 | 1 | 2 | 29 | 13 | +16 |
| 4.  | Belgio      | 12 | 9 | 6 | 0 | 3 | 28 | 13 | +15 |
| 5.  | Paesi Bassi | 9  | 9 | 4 | 1 | 4 | 27 | 27 | 0   |
| 6.  | Francia     | 9  | 9 | 4 | 1 | 4 | 20 | 25 | -5  |
| 7.  | Inghilterra | 8  | 9 | 3 | 2 | 4 | 23 | 21 | +2  |
| 8.  | Svizzera    | 5  | 9 | 2 | 1 | 6 | 20 | 26 | -6  |
| 9.  | Egitto      | 2  | 9 | 1 | 0 | 8 | 7  | 56 | -49 |
| 10. | Danimarca   | 0  | 9 | 0 | 0 | 9 | 1  | 69 | -68 |

### Risultati
| Porto 28 giugno 1952 | Spagna | 3 – 0 | Francia |  |

| Porto 28 giugno 1952 | Italia | 4 – 2 | Paesi Bassi |  |

| Porto 28 giugno 1952 | Belgio | 5 – 0 | Inghilterra |  |

| Porto 28 giugno 1952 | Portogallo | 7 – 1 | Svizzera |  |

| Porto 29 giugno 1952 | Egitto | 6 – 0 | Danimarca |  |

| Porto 29 giugno 1952 | Paesi Bassi | 4 – 2 | Francia |  |

| Porto 29 giugno 1952 | Belgio | 7 – 0 | Danimarca |  |

| Porto 29 giugno 1952 | Paesi Bassi | 6 – 0 | Egitto |  |

| Porto 30 giugno 1952 | Inghilterra | 4 – 1 | Svizzera |  |

| Porto 30 giugno 1952 | Italia | 3 – 2 | Spagna |  |

| Porto 30 giugno 1952 | Portogallo | 9 – 0 | Francia |  |

| Porto 30 giugno 1952 | Inghilterra | 6 – 0 | Danimarca |  |

| Porto 30 giugno 1952 | Svizzera | 7 – 0 | Egitto |  |

| Porto 30 giugno 1952 | Francia | 3 – 2 | Italia |  |

| Porto 30 giugno 1952 | Portogallo | 11 – 1 | Paesi Bassi |  |

| Porto 30 giugno 1952 | Spagna | 2 – 1 | Belgio |  |

| Porto 1º luglio 1952 | Francia | 2 – 0 | Egitto |  |

| Porto 1º luglio 1952 | Paesi Bassi | 2 – 1 | Inghilterra |  |

| Porto 1º luglio 1952 | Belgio | 3 – 1 | Svizzera |  |

| Porto 1º luglio 1952 | Spagna | 7 – 0 | Danimarca |  |

| Porto 1º luglio 1952 | Italia | 3 – 1 | Portogallo |  |

| Porto 2 luglio 1952 | Belgio | 3 – 0 | Egitto |  |

| Porto 2 luglio 1952 | Portogallo | 13 – 0 | Danimarca |  |

| Porto 2 luglio 1952 | Spagna | 6 – 1 | Paesi Bassi |  |

| Porto 2 luglio 1952 | Francia | 3 – 1 | Svizzera |  |

| Porto 2 luglio 1952 | Inghilterra | 9 – 0 | Egitto |  |

| Porto 2 luglio 1952 | Italia | 9 – 0 | Danimarca |  |

| Porto 2 luglio 1952 | Portogallo | 2 – 1 | Belgio |  |

| Porto 2 luglio 1952 | Francia | 7 – 0 | Danimarca |  |

| Porto 3 luglio 1952 | Paesi Bassi | 1 – 1 | Svizzera |  |

| Porto 3 luglio 1952 | Italia | 5 – 1 | Belgio |  |

| Porto 3 luglio 1952 | Spagna | 4 – 0 | Egitto |  |

| Porto 3 luglio 1952 | Portogallo | 9 – 0 | Inghilterra |  |

| Porto 3 luglio 1952 | Paesi Bassi | 9 – 0 | Danimarca |  |

| Porto 4 luglio 1952 | Belgio | 5 – 2 | Francia |  |

| Porto 4 luglio 1952 | Italia | 2 – 1 | Inghilterra |  |

| Porto 4 luglio 1952 | Spagna         | 3 – 1 | Svizzera | \| Arbitro: \| Vittorio Mutti \| |
| Arbitro:            | Vittorio Mutti |       |          |                                  |

| Porto 4 luglio 1952 | Portogallo | 13 – 0 | Egitto |  |

| Porto 4 luglio 1952 | Italia | 4 – 2 | Svizzera |  |

| Porto 5 luglio 1952 | Spagna | 1 – 1 | Inghilterra |  |

| Porto 5 luglio 1952 | Belgio | 2 – 1 | Paesi Bassi |  |

| Porto 5 luglio 1952 | Svizzera | 5 – 1 | Danimarca |  |

| Porto 5 luglio 1952 | Italia | 12 – 1 | Egitto |  |

| Porto 5 luglio 1952 | Inghilterra | 1 – 1 | Francia |  |

| Porto 5 luglio 1952 | Portogallo | 2 – 1 | Spagna |  |

### Spareggio per il titolo
| Porto 6 luglio 1952 | Portogallo | 4 – 0 | Italia |  |

## Campionato europeo
Il torneo fu valido anche come diciottesima edizione dei campionati europei e venne utilizzata la graduatoria finale del campionato mondiale per determinare le posizioni in classifica. Il Portogallo si aggiudicò per la quinta volta il torneo continentale.
| Classifica | Nazionale              |
| ---------- | ---------------------- |
| Oro        | Portogallo (5º titolo) |
| Argento    | Italia                 |
| Bronzo     | Spagna                 |
| 4          | Belgio                 |
| 5          | Paesi Bassi            |
| 6          | Francia                |
| 7          | Inghilterra            |
| 8          | Svizzera               |
| 9          | Danimarca              |